# Itame flava
Itame flava är en fjärilsart som beskrevs av Hann. Itame flava ingår i släktet Itame och familjen mätare. Inga underarter finns listade i Catalogue of Life.